# Łotwa na Letnich Igrzyskach Olimpijskich 2020
Łotwa na Letnich Igrzyskach Olimpijskich 2020 – reprezentowało 33 zawodników. Był to 12. start reprezentacji Łotwy na letnich igrzyskach olimpijskich.

## Zdobyte medale[2]
| Medal | Zawodnik                                                     | Dyscyplina           | Konkurencja             | Rezultat                            | Data       |
| ----- | ------------------------------------------------------------ | -------------------- | ----------------------- | ----------------------------------- | ---------- |
| Złoto | Agnis Čavars, Edgars Krūmiņš, Kārlis Lasmanis, Nauris Miezis | Koszykówka 3×3       | turniej mężczyzn        | W finale pokonali reprezentację ROC | 28 lipca   |
| Brąz  | Artūrs Plēsnieks                                             | Podnoszenie ciężarów | waga do 109 kg mężczyzn | 410 kg                              | 3 sierpnia |

## Skład kadry

### Jeździectwo
| Zawodnik            | Konkurencja   | Koń    | Kwalifikacje | Kwalifikacje | Kwalifikacje | Kwalifikacje | Finał      | Finał       | Finał   | Pozycja | Źródło      |
| Zawodnik            | Konkurencja   | Koń    | Kary         | Kary         | Łącznie      | Pozycja      | Kary       | Kary        | Łącznie | Pozycja | Źródło      |
| Zawodnik            | Konkurencja   | Koń    | Przeszkody   | Limit czasu  | Łącznie      | Pozycja      | Przeszkody | Limit czasu | Łącznie | Pozycja | Źródło      |
| ------------------- | ------------- | ------ | ------------ | ------------ | ------------ | ------------ | ---------- | ----------- | ------- | ------- | ----------- |
| Kristaps Neretnieks | indywidualnie | Valour | 0            | 0            | 0            | 1.           | 12         | 1           | 13      | 23.     | [ 3 ] [ 4 ] |

### Judo
| Zawodnik            | Konkurencja | 1/16                | 1/8                 | Ćwierćfinał         | Półfinał            | Repasaże            | Finał / 3. miejsce  | Finał / 3. miejsce | Źródła |
| Zawodnik            | Konkurencja | Przeciwniczka Wynik | Przeciwniczka Wynik | Przeciwniczka Wynik | Przeciwniczka Wynik | Przeciwniczka Wynik | Przeciwniczka Wynik | Pozycja            | Źródła |
| ------------------- | ----------- | ------------------- | ------------------- | ------------------- | ------------------- | ------------------- | ------------------- | ------------------ | ------ |
| Jevgēņijs Borodavko | -100 kg (m) | DNS                 | DNS                 | DNS                 | DNS                 | DNS                 | DNS                 | DNS                | [ 5 ]  |

### Kajakarstwo
| Zawodnik       | Konkurencja   | Eliminacje | Eliminacje | Ćwierćfinały | Ćwierćfinały | Półfinały | Półfinały | Finał A/B | Finał A/B  | Pozycja | Źródło |
| Zawodnik       | Konkurencja   | Czas       | Pozycja    | Czas         | Pozycja      | Czas      | Pozycja   | Czas      | Pozycja    | Pozycja | Źródło |
| -------------- | ------------- | ---------- | ---------- | ------------ | ------------ | --------- | --------- | --------- | ---------- | ------- | ------ |
| Roberts Akmens | K-1 200 m (m) | 35,448     | 2.         | N/A          | N/A          | 35,688    | 4.        | 36,014    | 8. Finał A | 8.      | [ 6 ]  |

### Karate
| Zawodnik       | Konkurencja       | Faza grupowa     | Faza grupowa     | Faza grupowa     | Faza grupowa     | Faza grupowa | Półfinały        | Finał            | Finał   | Źródło                          |
| Zawodnik       | Konkurencja       | Przeciwnik Wynik | Przeciwnik Wynik | Przeciwnik Wynik | Przeciwnik Wynik | Pozycja      | Przeciwnik Wynik | Przeciwnik Wynik | Pozycja | Źródło                          |
| -------------- | ----------------- | ---------------- | ---------------- | ---------------- | ---------------- | ------------ | ---------------- | ---------------- | ------- | ------------------------------- |
| Kalvis Kalniņš | do 67 kg mężczyzn | Al-Masatfa 3:8   | Madera 4:2       | Da Costa 2:11    | Derafshipour 5:3 | 4.           | NQ               | NQ               | 7.      | [ 7 ] [ 8 ] [ 9 ] [ 10 ] [ 11 ] |

### Kolarstwo

#### Kolarstwo szosowe
| Zawodnik        | Konkurencja                    | Czas       | Pozycja | Źródło |
| --------------- | ------------------------------ | ---------- | ------- | ------ |
| Krists Neilands | wyścig ze startu wspólnego (m) | 6:15:38    | 33.     | [ 12 ] |
| Toms Skujiņš    | wyścig ze startu wspólnego (m) | 1:02:04,93 | 30.     | [ 12 ] |
| Toms Skujiņš    | jazda indywidualna na czas (m) | 6:11:46    | 22.     | [ 12 ] |

#### Kolarstwo BMX
Wyścig
| Zawodnik         | Konkurencja | Ćwierćfinał | Ćwierćfinał | Półfinał | Półfinał | Finał | Finał   | Pozycja | Źródło |
| Zawodnik         | Konkurencja | Wynik       | Miejsce     | Wynik    | Miejsce  | Wynik | Miejsce | Pozycja | Źródło |
| ---------------- | ----------- | ----------- | ----------- | -------- | -------- | ----- | ------- | ------- | ------ |
| Vineta Pētersone | kobiety     | 16          | 4.          | NQ       | NQ       | NQ    | NQ      | 21.     | [ 13 ] |
| Helvijs Babris   | mężczyźni   | 15          | 5.          | NQ       | NQ       | NQ    | NQ      | 20.     | [ 14 ] |

### Koszykówka 3×3
| Drużyna                                                   | Konkurencja  | Faza grupowa     | Faza grupowa     | Faza grupowa     | Faza grupowa     | Faza grupowa     | Faza grupowa                      | Faza grupowa     | Faza grupowa | Ćwierćfinały     | Półfinały        | Finał                             | Pozycja | Źródło        |
| Drużyna                                                   | Konkurencja  | Przeciwnik Wynik | Przeciwnik Wynik | Przeciwnik Wynik | Przeciwnik Wynik | Przeciwnik Wynik | Przeciwnik Wynik                  | Przeciwnik Wynik | Pozycja      | Przeciwnik Wynik | Przeciwnik Wynik | Przeciwnik Wynik                  | Pozycja | Źródło        |
| --------------------------------------------------------- | ------------ | ---------------- | ---------------- | ---------------- | ---------------- | ---------------- | --------------------------------- | ---------------- | ------------ | ---------------- | ---------------- | --------------------------------- | ------- | ------------- |
| Agnis Čavars Edgars Krūmiņš Kārlis Lasmanis Nauris Miezis | 3×3 mężczyzn | Polska 21-14     | Belgia 20-21     | Chiny 18-17      | Japonia 21-18    | Serbia 16-22     | Rosyjski Komitet Olimpijski 15-19 | Holandia 22-18   | 3.           | Japonia 21-18    | Belgia 21-8      | Rosyjski Komitet Olimpijski 21-18 | złoto   | [ 15 ] [ 16 ] |

### Lekkoatletyka
Konkurencje biegowe
| Zawodnik           | Konkurencja       | Eliminacje | Eliminacje | Półfinał | Półfinał | Finał   | Finał   | Źródło |
| Zawodnik           | Konkurencja       | Wynik      | Miejsce    | Wynik    | Miejsce  | Wynik   | Miejsce | Źródło |
| ------------------ | ----------------- | ---------- | ---------- | -------- | -------- | ------- | ------- | ------ |
| Arnis Rumbenieks   | chód na 50 km (m) | N/A        | N/A        | N/A      | N/A      | 4:13:33 | 37.     | [ 17 ] |
| Ruslans Smolonskis | chód na 50 km (m) | N/A        | N/A        | N/A      | N/A      | DSQ     | DSQ     | [ 17 ] |
| Līga Velvere       | 800 m (k)         | DNF        | DNF        | NQ       | NQ       | NQ      | NQ      | [ 18 ] |

Konkurencje techniczne
| Zawodnik         | Konkurencja        | Kwalifikacje | Kwalifikacje | Finał | Finał   | Źródło |
| Zawodnik         | Konkurencja        | Wynik        | Miejsce      | Wynik | Miejsce | Źródło |
| ---------------- | ------------------ | ------------ | ------------ | ----- | ------- | ------ |
| Gatis Čakšs      | rzut oszczepem (m) | 78,73        | 18.          | NQ    | NQ      | [ 19 ] |
| Laura Igaune     | rzut młotem (k)    | 68,53        | 20.          | NQ    | NQ      | [ 20 ] |
| Madara Palameika | rzut oszczepem (k) | 60,94        | 12.          | 58,70 | 11.     | [ 21 ] |
| Anete Kociņa     | rzut oszczepem (k) | 58,84        | 22.          | NQ    | NQ      | [ 21 ] |
| Līna Mūze        | rzut oszczepem (k) | 57,33        | 26.          | NQ    | NQ      | [ 21 ] |

### Pięciobój nowoczesny
| Zawodnik       | Konkurencja | Szermierka      | Szermierka | Szermierka | Pływanie | Pływanie | Pływanie | Jazda konna | Jazda konna | Kombinacja: strzelanie/bieg przełajowy | Kombinacja: strzelanie/bieg przełajowy | Kombinacja: strzelanie/bieg przełajowy | Suma punktów | Pozycja | Źródło |
| Zawodnik       | Konkurencja | Wynik (wygrane) | M.         | Punkty     | Czas     | M.       | Punkty   | M.          | Punkty      | Czas                                   | M.                                     | Punkty                                 | Suma punktów | Pozycja | Źródło |
| -------------- | ----------- | --------------- | ---------- | ---------- | -------- | -------- | -------- | ----------- | ----------- | -------------------------------------- | -------------------------------------- | -------------------------------------- | ------------ | ------- | ------ |
| Pavels Švecovs | mężczyźni   | 22              | 7.         | 234        | 1:59,83  | 10.      | 311      | 16.         | 285         | 11:40,67                               | 26.                                    | 600                                    | 1430         | 14.     | [ 22 ] |

### Pływanie
| Zawodnik        | Konkurencja          | Eliminacje | Eliminacje | Półfinał | Półfinał | Finał | Finał   | Źródło |
| Zawodnik        | Konkurencja          | Czas       | Miejsce    | Czas     | Miejsce  | Czas  | Miejsce | Źródło |
| --------------- | -------------------- | ---------- | ---------- | -------- | -------- | ----- | ------- | ------ |
| Daniils Bobrovs | 200 m klasycznym (m) | 2:14,25    | 31.        | NQ       | NQ       | NQ    | NQ      | [ 23 ] |
| Ieva Maļuka     | 100 m dowolnym (k)   | 56,39      | 37.        | NQ       | NQ       | NQ    | NQ      | [ 24 ] |
| Ieva Maļuka     | 200 m dowolnym (k)   | 2:03,75    | 24.        | NQ       | NQ       | NQ    | NQ      | [ 25 ] |

### Podnoszenie ciężarów
| Zawodnik         | Konkurencja      | Rwanie | Rwanie  | Podrzut | Podrzut | Razem  | Pozycja | Źródło |
| Zawodnik         | Konkurencja      | Wynik  | Pozycja | Wynik   | Pozycja | Razem  | Pozycja | Źródło |
| ---------------- | ---------------- | ------ | ------- | ------- | ------- | ------ | ------- | ------ |
| Ritvars Suharevs | -81 kg mężczyzn  | 163 kg | 5.      | 195 kg  | 6.      | 358 kg | 6.      | [ 26 ] |
| Artūrs Plēsnieks | -109 kg mężczyzn | 180 kg | 7.      | 230 kg  | 2.      | 410 kg | brąz    | [ 26 ] |

### Siatkówka plażowa
| Zawodnik                            | Konkurencja | Faza grupowa                            | Faza grupowa                                      | Faza grupowa                       | Pozycja | Plat-off         | 1/8                                             | Ćwierćfinały                                | Półfinały                           | Finał                                   | Finał   | Źródło |
| Zawodnik                            | Konkurencja | Przeciwnik Wynik                        | Przeciwnik Wynik                                  | Przeciwnik Wynik                   | Pozycja | Przeciwnik Wynik | Przeciwnik Wynik                                | Przeciwnik Wynik                            | Przeciwnik Wynik                    | Przeciwnik Wynik                        | Pozycja | Źródło |
| ----------------------------------- | ----------- | --------------------------------------- | ------------------------------------------------- | ---------------------------------- | ------- | ---------------- | ----------------------------------------------- | ------------------------------------------- | ----------------------------------- | --------------------------------------- | ------- | ------ |
| Mārtiņš Pļaviņš Edgars Točs         | mężczyzni   | Perušič Schweiner 2:0 (walkower)        | Krasilnikow Stojanowski 2:1 (13-21, 21-19, 15-11) | Gaxiola Rubio 0:2 (18-21, 16-21)   | 2.      | N/A              | Evandro Schmidt 2:0 (21-19, 21-18)              | Alison Álvaro 2:0 (21-16, 21-19)            | Mol Sørum 0:2 (15-21, 16-21)        | Younousse Tijan 0:2 (12-21, 18-21)      | 4.      | [ 27 ] |
| Tīna Graudiņa Anastasija Kravčenoka | kobiet      | Claes Sponcil 1:2 (13-21. 21-16, 11-15) | Ana Patrícia Rebecca 2:1 (21-15, 12-21, 15-12)    | Makokha Khadambi 2:0 (21-6, 21-14) | 2.      | N/A              | Makroguzowa Chołomina 2:1 (16-21, 21-17, 15-13) | Bansley Wilkerson 2:1 (21-13, 18-21, 15-11) | del Solar Clancy 0:2 (21-23, 13-21) | Heidrich Vergé-Dépré 0:2 (19-21, 15-21) | 4.      | [ 27 ] |

### Strzelectwo
| Zawodnik      | Konkurencja               | Kwalifikacje | Kwalifikacje | Finał | Finał   | Źródło |
| Zawodnik      | Konkurencja               | Wynik        | Pozycja      | Wynik | Pozycja | Źródło |
| ------------- | ------------------------- | ------------ | ------------ | ----- | ------- | ------ |
| Agate Rašmane | pistolet pneumatyczny (k) | 573-9x       | 19.          | NQ    | NQ      | [ 28 ] |
| Agate Rašmane | pistolet sportowy (k)     | 569-19x      | 37.          | NQ    | NQ      | [ 29 ] |

### Tenis ziemny
| Zawodnik                              | Konkurencja | Pierwsza runda                 | Druga runda                         | Trzecia runda    | Ćwierćfinały     | Półfinały        | Finał            | Finał   | Źródło |
| Zawodnik                              | Konkurencja | Przeciwnik Wynik               | Przeciwnik Wynik                    | Przeciwnik Wynik | Przeciwnik Wynik | Przeciwnik Wynik | Przeciwnik Wynik | Pozycja | Źródło |
| ------------------------------------- | ----------- | ------------------------------ | ----------------------------------- | ---------------- | ---------------- | ---------------- | ---------------- | ------- | ------ |
| Anastasija Sevastova                  | singiel (k) | Ferro P 1-2 (6:2, 4:6, 2:6)    | NQ                                  | NQ               | NQ               | NQ               | NQ               | 33.     | [ 30 ] |
| Jeļena Ostapenko                      | singiel (k) | Wiesnina P 1-2 (4:6, 7:6, 4:6) | NQ                                  | NQ               | NQ               | NQ               | NQ               | 33.     | [ 30 ] |
| Jeļena Ostapenko Anastasija Sevastova | debel (k)   | N/A                            | Perez Stosur P 1-2 (6:4, 1:6, 5:10) | NQ               | NQ               | NQ               | NQ               | 17.     | [ 31 ] |

### Zapasy
| Zawodnik              | Konkurencja              | Kwalifikacje     | 1/8              | Ćwierćfinał      | Półfinał         | Repesaż 1        | Finał            | Finał   | Źródło |
| Zawodnik              | Konkurencja              | Przeciwnik Wynik | Przeciwnik Wynik | Przeciwnik Wynik | Przeciwnik Wynik | Przeciwnik Wynik | Przeciwnik Wynik | Pozycja | Źródło |
| --------------------- | ------------------------ | ---------------- | ---------------- | ---------------- | ---------------- | ---------------- | ---------------- | ------- | ------ |
| Anastasija Grigorjeva | -62 kg kobiet styl wolny | N/A              | Tynybekowa P 0-8 | NQ               | NQ               | Incze W 14-7     | Koladenko P 1-3  | 5.      | [ 32 ] |